# Ivan Povh
Ivan Povh, slovenski duhovnik, * 19. januar 1914, Leoben, † 31. december 1944, Kresnice.

## Življenje
Rodil se je na Gornjem Štajerskem, nato je bival v Trbovljah. Po maturi se je odločil za duhovniški poklic, 7. julija 1940 je bil posvečen v Mariboru. Nastopil je v službo kaplana na Ponikvi pri Grobelnem. Ob nemški okupaciji se je umaknil v Zagorje ob Savi, tam je oskrboval tudi okoliške župnije. Partizanom se je pridružil 20. julija 1944, vendar je hodil okoli neoborožen. Skupaj z desetimi partizani so ga 31. decembra 1944 blizu Kresnic na Štancah zajeli Nemci in jih še isti dan ustrelili. Po dveh mesecih je bil skupaj s padlim bratom pokopan v Trbovljah. Njegovo ime je bilo na odstranjeni spominski plošči duhovnikom žrtvam fašizma na Brezjah.